# SPAD S.XIII
De  SPAD is een jachtvliegtuig dat tijdens de Eerste Wereldoorlog door alle geallieerde strijdkrachten werd ingezet. Het toestel had een houten romp. De eerste vlucht was op 4 april 1917.
Louis Blériot, een Frans luchtvaartpionier, werd in 1914 president van de firma Société pour les Appareils Deperdussin die hij omdoopte tot Société Pour L'Aviation et ses Dérivés. S.P.A.D. ontwikkelde verschillende versies. Aerodynamische verbeteringen, de krachtigere 8 BE motor van Hispano Suiza, grotere vleugels en roer maakten de SPAD S.XIII succesvoller dan zijn voorgangers.
Deze voor zijn tijd snelle en robuuste SPAD S.XIII was een efficiënte machine in de handen van luchthelden zoals Georges Guynemer, Charles Nungesser, René Fonck en Edward Rickenbacker. Er werden meer dan 8000 exemplaren gebouwd. De wapenstilstand in 1918 zorgde voor de annulering van 10.000 bestelde toestellen.
Het toestel bleef tot 1922 in dienst van de Belgische Luchtmacht.